# Uromyrtus novoguineensis
Uromyrtus novoguineensis är en myrtenväxtart som beskrevs av Andrew John Scott. Uromyrtus novoguineensis ingår i släktet Uromyrtus och familjen myrtenväxter.
Artens utbredningsområde är Papua Nya Guinea. Inga underarter finns listade i Catalogue of Life.